# Roger Jackson
Roger Charles Jackson (født 14. januar 1942 i Toronto) er en canadisk tidligere roer og olympisk guldvinder.
Roger Jackson begyndte på University of Western Ontario i 1959, og her begyndte han snart på eliteroning. Efter at have taget sin eksamen fortsatte han University of Toronto, men skiftede hurtigt til University of British Columbia for at satse på sin roning og en udtagelse til OL 1964 i Tokyo. Sammen med makkeren Donald Pretty kvalificerede han sig i toer uden styrmand. Imidlertid blev Pretty flyttet over i otteren, hvor han skulle erstatte George Hungerford, der var blevet ramt af mononukleose. Hungerford kom sig dog så meget over sin sygdom, at han sammen med Jackson trænede intensivt i toeren og kom med til legene.
Ved legene roede Jackson og Hungerford i hurtigste tid af alle i det indledende heat, og da de også var hurtigst i finalen, blev de højst overraskende – når man tager i betragtning, at det var parrets første løb sammen – olympiske mestre. I finalen var cirka et halvt sekund hurtigere end hollænderne Steven Blaisse og Ernst Veenemans, der fik sølv, mens tyskerne Michael Schwan og Wolfgang Hottenrott tog bronzemedaljerne, yderligere over fem sekunder bagud. Guldmedaljen var Canadas eneste ved OL 1964 og den første i toer uden styrmand siden 1924.
For deres præstation modtog parret Lou Marsh-trofæet som Canadas bedste sportsudøvere i 1964. Jackson erhvervede sig en master i idræt i 1967 og kom derpå ind på University of Wisconsin i 1967. Han fortsatte med at ro, og ved OL 1968 i Mexico City var han flagbærer for Canada ved åbningsceremonien. I konkurrencerne ved OL 1968 stillede Jackson op i singlesculler og blev nummer to i det indledende heat, efter danske Niels Secher. I semifinalen blev han nummer fem og kom dermed i B-finalen, hvor han igen blev nummer fem og dermed samlet nummer elleve i konkurrencen.
Jackson deltog for sidste gang i OL 1972 i München, hvor han stillede op i firer med styrmand. Hans båd blev sidst i sit indledende heat, men en tredjeplads i opsamlingsheatet gav adgang til semifinalen. Her blev det dog til en femteplads og dermed deltagelse i B-finalen, hvor canadierne blev sidst og dermed samlet nummer tolv.
I 1971 havde han erhvervet sig en Ph.D. i biodynamisk jordbrug, og i forbindelse med sin postdoc studerede han i en periode på Københavns Universitet. Efter afslutningen af sin aktive karriere involverede Jackson sig i sport på det administrative plan. Han var aktiv i udviklingen af idrætsfakultetet på University of Calgary, og han var med til at udarbejde Calgarys bud på vinter-OL 1988. Han stod desuden i spidsen for Canadas "Own the Podium"-program, der var med til at sikre landet 14 guldmedaljer ved vinter-OL 2010, det højeste antal OL-guldmedaljer, landet har vundet. Han var direktør for Sport Canada 1976–1978 og præsident for den canadiske olympiske komité 1982–1990.
Jackson har modtaget en lang række hædersbevisninger for sin indsats i såvel roning som sport generelt. Han er således optaget i flere Halls of Fame: Canada Sport (1964), Canadas Olympiske (1971) og Alberta Sports (2008). Han er udnævnt til Officer of Order of Canada og har modtaget den Olympiske Orden i sølv i 1967.

## OL-medaljer
- 1964:  Guld i toer uden styrmand